# Instal·lació nuclear de Natanz
La planta d'enriquiment de Natanz (persa: تأسیسات هسته‌ای نطنز) és una instal·lació nuclear iraniana destinada a l'enriquiment d'urani. El 2020, la central era una de les set infraestructures nuclears supervisades per l'Agència Internacional de l'Energia Atòmica (IAEA).

## Desenvolupament
La planta d'enriquiment de Natanz cobreix 100.000 m2 està construïda a 8 metres sota terra i protegida per un mur de formigó de 2,5 m de gruix, al seu torn protegit per un altre mur de formigó. El 2004, la teulada es va reforçar amb formigó armat i després es va cobrir amb 22 metres de terra. El complex consta de dues naus 25.000 m2 i diversos edificis administratius. Aquest lloc va ser un dels dos llocs secrets revelats per Alireza Jafarzadeh el 2002.
El director general de l'AIEA, Mohamed ElBaradei, va visitar el lloc el 21 de febrer 2003 i va informar que 160 centrifugadores estaven acabades i llestes per funcionar, i que al lloc n'hi havia 1.000 més en construcció El 9 de febrer 2010, l'Iran va anunciar que havia començat a produir urani enriquit fins al 20 % en l'isòtop 235. El 2007, el president iranià Mahmoud Ahmadinejad va afirmar que el lloc d'enriquiment de Natanz albergava aproximadament 3.000 centrifugadores.
Un informe de l'AIEA del 19 de febrer de 2009 per a l'ONU estimava que 3.964 centrifugadores estaven en funcionament a Natanz, que 1.476 més estaven sotmeses a proves en buit o en sec (sense material nuclear) i que s'havien instal·lat 125 centrifugadores addicionals però no s'havien utilitzat
El 16 abril 2021, l'Iran va anunciar que havia començat a produir urani enriquit fins al 60 %, un llindar molt superior al 3,67 % establert per l'acord nuclear iranià del 2015 i prop del 90 % necessari per fabricar una bomba atòmica.
El 15 de novembre de 2024, el cap de l'IAEA, Rafael Grossi, va visitar el lloc.

## Atac amb virus informàtic
Segons el New York Times, els Estats Units i Israel van desenvolupar un virus informàtic amb el qual van atacar el lloc web de Natanz. Aquest atac hauria pogut frenar el progrés del programa nuclear iranià.
Al voltant del mes de juny 2009, les centrifugadores, controlades per un sistema SCADA de Siemens, van ser infectades pel virus informàtic Stuxnet, que va causar un deteriorament significatiu en la qualitat del producte acabat. El juliol de 2011, l'Iran va informar l'AIEA de la instal·lació, d'unes «noves centrifugadores més ràpides per enriquir urani » Les centrifugadores antigues ja no es utilitzar perquè virus informàtic Stuxnet no pot ser eliminat.

## Història
El 2 de juliol de 2020, es va produir un incident en un edifici proper recentment inaugurat al lloc de la planta d'enriquiment L'agència de notícies semioficial iraniana Tasnim va informar « No hi ha hagut morts ni danys, i la planta nuclear funciona amb normalitat ». El New York Times va informar que l'explosió que va destruir un edifici de superfície utilitzat per ajustar les centrifugadores abans de la seva instal·lació a la planta d'enriquiment subterrània va ser causada per un artefacte explosiu, cosa que posava de rrelleu la probabilitat de sabotatge. El 5 de juliol de 2011, el New York Times va informar que l'explosió podria haver estat causada per la intel·ligència israeliana. El govern iranià va admetre en aquesta ocasió que la destrucció de l'edifici podria retardar el seu programa nuclear alguns mesos.
L'11 d'abril de 2021, es va produir un nou incident, qualificat com a « terrorisme antinuclear» per part de les autoritats iranianes. El portaveu de l'Organització de l'Energia Atòmica de l'Iran, Behrouz Kamalvandi, va descriure l'incident com un « accident en una part del circuit elèctric de la planta d'enriquiment» que havia provocat « una averia elèctrica». El Jerusalem Post va informar el 12 d'abril de 2021 que el Mossad, l'agència d'intel·ligència exterior d'Israel, era responsable de l'atac, que es va dur a terme mitjançant un ciberatac. El 18 d'abril de 2021, l'Iran va sol·licitar l'ajuda de la Interpol per aturar un cert « terrorisme antinuclear», considerat pel Ministeri d'Intel·ligència com el principal sospitós.
La instal·lació nuclear va ser colpejada diverses vegades durant la nit del 12 al 13 de juny de 2025 pels bombardejos israelians durant l'Operació Lleó Ascendent.

## Atacs aeris israelians del 2025

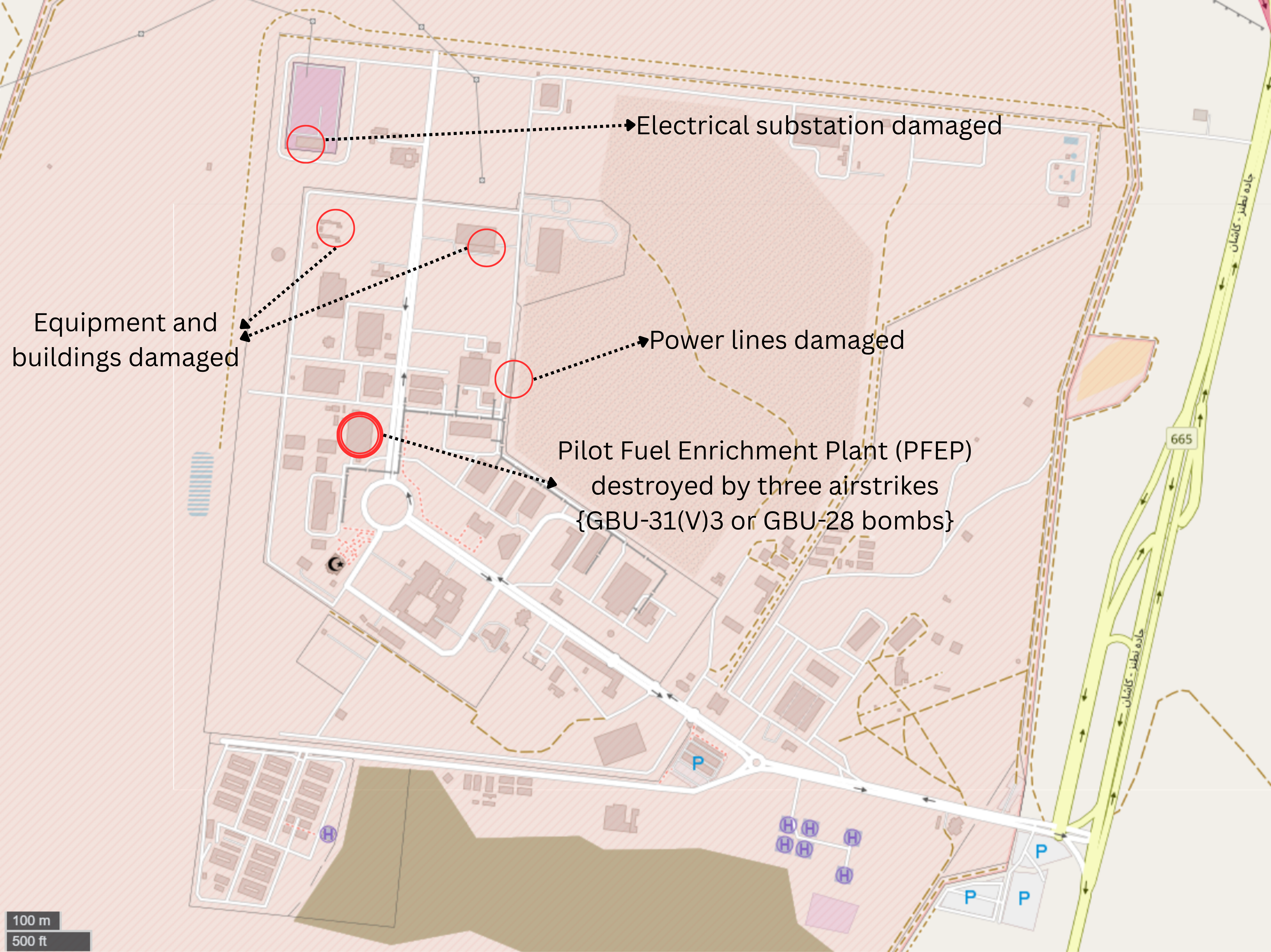
Atacs aeris israelians a la instal·lació nuclear de Natanz en l'Operació Rising Lion.

La instal·lació nuclear de Natanz va patir danys el 13 de juny, el primer dia de la guerra entre l'Iran i Israel . La Planta Pilot d'Enriquiment de Combustible, una sala d'enriquiment de diversos pisos que contenia 1.700 centrifugadores de gas avançades, va ser destruïda amb almenys tres impactes explosius visibles a les imatges de satèl·lit. La planta pilot d'enriquiment de combustible produïa urani enriquit al 60% en el moment dels atacs.
Una subestació elèctrica que alimentava la instal·lació nuclear de Natanz va resultar danyada, cosa que va provocar una apagada elèctrica a tot el recinte. Les delicades centrífugues de gas de la planta subterrània d'enriquiment de combustible probablement van resultar greument danyades o destruïdes per aquesta inesperada pèrdua d'energia. Els impactes directes a la terra per sobre de les sales d'enriquiment subterrànies eren visibles a les imatges de satèl·lit, però la seva importància continua sent desconeguda. Les defenses aèries al voltant de les instal·lacions van patir danys importants.

## Atacs aeris americans del 2025
El juny El 22 de juny, la Força Aèria i l'Armada dels Estats Units van atacar les instal·lacions nuclears de Natanz. També van ser atacades dues altres instal·lacions nuclears iranianes, la planta d'enriquiment de combustible de Fordow i el Centre de Tecnologia/Recerca Nuclear d'Esfahan .
Sis bombarders Northrop B-2 Spirit van volar sense escales des de la base de la força aèria de Whiteman a Missouri i van llançar dues bombes GBU-57A/B MOP (Massive Ordnance Penetrator) sobre Natanz i 12 sobre la planta d'enriquiment de combustible de Fordow. Els submarins van disparar 30 míssils de creuer BGM-109 Tomahawk contra Natanz i Esfahan. Aquest va ser el primer ús en combat de les bombes MOP "bunker buster".